# Paratetilla
Paratetilla is een geslacht van sponsdieren uit de klasse van de Demospongiae (gewone sponzen). 

## Soorten
- Paratetilla amboinensis (Kieschnick, 1898)
- Paratetilla arcifera Wilson, 1925
- Paratetilla bacca (Selenka, 1867)
- Paratetilla corrugata Dendy, 1922

Niet geaccepteerde soorten:
- Paratetilla aruensis Hentschel, 1912 → Amphitethya aruensis (Hentschel, 1912)
- Paratetilla cineriformis Dendy, 1905 → Paratetilla bacca (Selenka, 1867)
- Paratetilla eccentrica Row, 1911 → Paratetilla bacca (Selenka, 1867)
- Paratetilla lipotriaena De Laubenfels, 1954 → Paratetilla bacca (Selenka, 1867)
- Paratetilla merguiensis (Carter, 1883) → Paratetilla bacca (Selenka, 1867)